# Зосима (Давыдов)
Епи́скоп Зоси́ма (в миру Игорь Васильевич Давыдов; 12 сентября 1963, Красноярск — 9 мая 2010, Якутск) — епископ Русской православной церкви, с 2004 года на Якутской кафедре.

## Биография
Родился в Красноярске, в 1963 году вместе с родителями переехал в Москву. По окончании в 1980 году средней школы поступил в Московское художественное училище; в это же время стал исполнять обязанности чтеца и пономаря в храме великомученика Феодора Стратилата, который являлся подворьем Антиохийского патриархата. С 1985 по 1987 год проходил службу в армии.
По увольнении в запас принял участие в восстановлении Московского Данилова монастыря. По воспоминаниям Климента (Капалина), «в древнейшей московской обители была мерзость запустения. Зосима взял лопату и расчищал от мусора это святое место, и вера его укреплялась»
В 1988 году поступил в Московскую духовную семинарию, закончив её, продолжил обучение в Московской духовной академии.
В ноябре 1990 года был зачислен в братство Троице-Сергиевой лавры, где 16 декабря 1991 года наместником лавры архимандритом Феогностом (Гузиковым) был пострижен в монашество с наречением имени Зосима в честь преподобного Зосимы Соловецкого.
В апреле 1992 года патриархом Московским и всея Руси Алексием II был рукоположен в сан иеродиакона. В июне переведён в Данилов монастырь, где нёс послушание заведующего офисом и главного редактора издательства «Даниловский благовестник». 13 декабря 1992 года патриархом Алексием II рукоположён в сан иеромонаха. В это время активно занимался изучением жизненного пути и духовного наследия последнего ректора Московской духовной академии и последнего настоятеля Данилова монастыря архиепископа Феодора (Поздеевского).
С августа 1998 по октябрь 2000 год иеромонах Зосима находился на пастырском послушании в Русской духовной миссии в Иерусалиме, где принял участие в подготовке и проведении празднования 2000-летия Рождества Христова.
После возвращения в Данилов монастырь исполнял послушание заведующего художественными мастерскими, а с августа 2001 года — ризничего монастыря.
12 сентября 2003 года архиепископом Истринским Арсением (Епифановым) возведён в сан игумена.
17 августа 2004 года решением Священного синода игумену Зосиме было определено быть епископом Якутским и Ленским. 28 августа в Успенском соборе Московского Кремля патриархом Алексием II был возведён в сан архимандрита. 26 сентября в храме во имя Всех святых в Земле Российской просиявших патриаршей резиденции в Свято-Даниловом монастыре в Москве состоялось его наречение во епископа.

### Епископ
27 сентября в храме Христа Спасителя в Москве хиротонисан во епископа Якутского и Ленского. Хиротонию совершили: Патриарх Московский и всея Руси Алексий II, митрополит Крутицкий и Коломенский Ювеналий, митрополит Калужский и Боровский Климент, архиепископ Истринский Арсений (Епифанов), архиепископ Курский и Рыльский Герман (Моралин), архиепископ Верейский Евгений (Решетников), епископ Красногорский Савва (Волков), епископ Балтийский Серафим (Мелконян), епископ Дмитровский Александр (Агриков), епископ Сергиево-Посадский Феогност (Гузиков), епископ Тамбовский и Мичуринский Феодосий (Васнев), епископ Люберецкий Вениамин (Зарицкий), епископ Егорьевский Марк (Головков).
Зосима стал во главе крупнейшей по площади епархии на территории России, где было очень мало приходов, широко было распространено двоеверие, а жители отдалённых улусов имели слабое представление о христианстве. По воспоминаниям Климента (Капалина), «он отдавал своё сердце народу, любил якуто́в, как он говорил. У него было много планов, в том числе — как помочь жителям отдалённых районов Якутии».
В сентябре 2005 года в Мирном была открыта первая в республике православная гимназия. 19 июля 2006 года решением Священного синода в епархии вновь открыто Якутское духовное училище, образовательная деятельность которого направлена на подготовку священнических кадров из местного населения. При всех храмах Якутии действуют воскресные школы. В Якутске был создан детско-молодёжный центр во имя святителя Николая, участники которого выступают с благотворительными концертами и театральными постановками, посещают детские дома, интернаты и дома инвалидов. При центре открыты катехизические курсы для взрослых.
Совершал миссионерские поездки по епархии, каждый год совершал миссионерский сплав по реке Лене от Якутска до посёлка Тикси. Организовал проведение в Якутии республиканских Рождественских чтений, направленных на развитие сотрудничества в сфере образования. Особое развитие приобрёл республиканский Пасхальный фестиваль «Золотые купола». Епископ Зосима приглашал в Якутию Станислава Говорухина, Сергея Маковецкого, Оксану Фёдорову, Бориса Галкина и других.
Много сил епископ Зосима отдал изучению наследия архиепископа Феодора (Поздеевского). В марте 2010 года он полностью доработал труд, в котором исследуется период ректорства владыки Феодора в Московской духовной академии в 1909—1917 годах. Работа была передана им руководству академии, которое готовит юбилейное издание, посвящённое 200-летию пребывания академии у Троицы. Он собрал архив по истории Русской церкви в XX веке, а также документы, связанные с деятельностью Якутской епархии на территории Якутии до 1917 года.
Его последним детищем стало строительство духовно-просветительского центра имени святителя Иннокентия Московского и восстановление Богородицкого храма в Якутске. Центр был открыт патриархом Московским и всея Руси Кириллом в сентябре 2010 года.

### Кончина и погребение
Скончался 9 мая 2010 года от сердечного приступа после литургии в алтаре Градоякутского Никольского собора. По словам секретаря Якутского епархиального управления иеромонах Ефрема (Пашкова): «Мы много раз просили владыку, у которого часто были сердечные приступы и скакало давление, лечь в больницу, пройти обследование. Но он всегда только отмахивался. В этот раз владыка Зосима, едва успев провести службу, почувствовал себя плохо. Он причастился и упал без сознания».
11 мая состоялось погребение, которое возглавил архиепископ Иркутский и Ангарский Вадим (Лазебный) в сослужении архиепископа Хабаровского и Приамурского Марка (Тужикова), епископа Дмитровского Александра (Агрикова) и епархиального духовенства. Согласно его устному завещанию, которое он не раз озвучивал перед своими помощниками по епархиальному управлению, в случае смерти тело из Якутии не увозить, а похоронить здесь, епископ Зосима был похоронен за алтарём Градоякутского Преображенского кафедрального собора.

## Публикации
- Грядим помолитеся лицу Господню. К истории православного паломничества. // Даниловский благовестник. 1998. — № 9. — С. 83-85
- Предание о Древе Крестном. // Даниловский благовестник. 1999. — № 10. — С. 7-10
- Архиепископ Феодор (Поздеевский) (1876—1937) : Жизнь. Деятельность. Труды: … Положил основание на камне (1876—1906) : Годы учения. Первые испытания. — 2000. — 188 с. — ISBN 5-89101-078-X
- Иеромонах Тихон (Агриков), в схиме Пантелеимон // Троицкий сборник / ТСЛ. [Серг. П.], 2002. — Вып. 2. — С. 412—427
- Деятельность епископа Феодора (Поздеевского) в Москве // Ежегодная Богословская конференция Православного Свято-Тихоновского богословского института: Материалы 2003 г. — М.: Изд-во ПСТБИ, 2003.
- «Московская церковная революция» или деятельность московского общества любителей духовного просвещения в 1905—1908 гг. // Ежегодная Богословская конференция Православного Свято-Тихоновского богословского института. — М. 2004. — Вып. № 14. — С. 398—409.
- История возникновения Якутской миссии и принципы современной миссионерской работы в Якутской епархии. // Материалы Научно-богословской конференции «300 лет Православия на Камчатке: миссия Церкви в прошлом и настоящем». — М., Изд. ПСТГУ, 2005. — С. 47-55.
  - История возникновения Якутской миссии и принципы современной миссионерской работы в Якутской епархии // Миссионерское Обозрение. 2005. — № 12 (121). — С. 8-11;
- Православные традиции образования и воспитания в российской школе. // Материалы Первых Якутских республиканских Рождественских чтений. — Якутск, 2005.
- Гурий (Степанов) // Православная энциклопедия. — М., 2006. — Т. XIII : Григорий Палама — Даниель-Ропс. — С. 479-482. — 39 000 экз. — ISBN 5-89572-022-6.
- Служение Русской Православной Церкви в Якутском крае // На службе Богу и якутскому народу: материалы православных конференций / Конференция «Митрополит Московский и Коломенский Иннокентий (Вениаминов)» (1997 г. ; Якутск) , Конференция «Христианство в судьбах народов Якутии» (2000 г. ; Якутск) , Конферен. — Якутск : Якутский благовестник, 2006. — 224 с. — С. 22-33
- Новые данные о якутской ссылке архиепископа Суздальского Гурия (Степанова) на основе документов НАРС(Я) // Ежегодная Богословская конференция Православного Свято-Тихоновского гуманитарного университета. — М. 2006. — С. 129—134
- Служение Русской Православной Церкви в Якутском крае // На службе Богу и якутскому народу: материалы православных конференций / Конференция «Митрополит Московский и Коломенский Иннокентий (Вениаминов)» (1997 г.; Якутск) , Конференция «Христианство в судьбах народов Якутии» (2000 г.; Якутск) , Конферен. — Якутск : Якутский благовестник, 2006. — 224 с. — С. 22 — 33
- Приветствие епископа Якутского и Ленского Зосимы, ректора Якутского духовного училища // Путь апостольского служения святителя Иннокентия (Вениаминова): материалы научно-практической конференции, Хабаровск, 30 мая — 1 июня 2007 г / ред. игум. Петр (Еремеев). — Хабаровск : Хабаровская духовная семинария, 2007. — 160 с. — С. 24-26
- Служение святителя Иннокентия в Якутском крае // Путь апостольского служения святителя Иннокентия (Вениаминова): материалы научно-практической конференции, Хабаровск, 30 мая — 1 июня 2007 г / ред. игум. Петр (Еремеев). — Хабаровск : Хабаровская духовная семинария, 2007. — 160 с. — С. 42-58
- Архиепископ Феодор (Поздеевский) о духовном образовании и воспитании юношества // Международные образовательные чтения (15 ; 31 января — 1 февраля 2007 ; М.). — Пути Промысла Божия и святоотеческое наследие: сборник докладов. Вып. 1 / ред. игум. Петр (Пиголь) [и др.]. — М. : Отдел религиозного образования и катехизации Русской Православной Церкви, 2008. — 336 с. — С. 46-58
- Служение святителя Иннокентия (Вениаминова) в Якутском крае // Миссионерское обозрение. 2008. — № 2 (148). — С. 21-26
- Новые данные о якутской ссылке архиепископа Суздальского Гурия (Степанова) на основе документов НАРС(Я) // Ежегодная Богословская конференция Православного Свято-Тихоновского Гуманитарного Университета: Материалы. — Т. 2 : XIX / гл. ред. В. Н. Воробьев, прот. — М. : ПСТГУ, 2009. — 233 с. — C. 8-11
- Иаков (Домский) // Православная энциклопедия. — М., 2009. — Т. XX : Зверин в честь Покрова Пресвятой Богородицы женский монастырь — Иверия. — С. 508-510. — 39 000 экз. — ISBN 978-5-89572-036-3.
- Жизнь и труды Преосвященного Иакова, епископа Якутского и Вилюйского // Духовное образование в Сибири: история и современность [Текст] : материалы конференции / Историко-богословская конференция Томской духовной семинарии. — Томск, 2010. — 508 с. — С. 45-66.
- Якутский протоиерей Николай Миронович // Вестник Православного Свято-Тихоновского Гуманитарного Университета: История. История Русской Православной Церкви. Серия II. — 2010. — № 2 (35). — С. 32-51.
- Служение Русской Православной Церкви в Якутском крае // Сборник трудов Якутской духовной семинарии. — 2024. — № 20. — С. 16–30. — doi:10.24412/2686-9497-20-16-30.
- Жизнь и труды Преосвященного Иакова, епископа Якутского и Вилюйского // Сборник трудов Якутской духовной семинарии. — 2024. — № 20. — С. 99–115. — doi:10.24412/2686-9497-20-116-124.